# Окуневское сельское поселение (Омутинский район)
Окуневское се́льское поселе́ние — муниципальное образование в Омутинском районе Тюменской области Российской Федерации.
Административный центр — село Окуневское.

## История
Статус и границы сельского поселения установлены Законом Тюменской области от 5 ноября 2004 года № 263 «Об установлении границ муниципальных образований Тюменской области и наделении их статусом муниципального района, городского округа и сельского поселения».

## Население
| 2010 | 2011 | 2012 | 2013 | 2014 | 2015 | 2016 |
| ---- | ---- | ---- | ---- | ---- | ---- | ---- |
| 764  | →764 | ↘758 | ↘743 | ↗752 | ↘748 | ↘745 |
| 2017 | 2018 | 2019 | 2020 | 2021 |      |      |
| ↘724 | ↘712 | ↘707 | ↘694 | ↘648 |      |      |

## Состав сельского поселения
| № | Населённый пункт | Тип населённого пункта       | Население |
| - | ---------------- | ---------------------------- | --------- |
| 1 | Новодеревенская  | деревня                      | 235       |
| 2 | Окуневская       | деревня                      | 121       |
| 3 | Окуневское       | село, административный центр | 408       |